# ایوان دانیلیانتس
ایوان آلبرتی دانیلیانتس (ارمنی: Իվան Ալբերտովիչ Դանիլյանց؛ روسی: Иван Альбертович Данильянц؛ زادهٔ ۲۰ فوریهٔ ۱۹۵۳) بازیکن فوتبال بازنشسته و مربی فوتبال ارمنی‌تبار اهل ترکمنستان-اتریش است.

## باشگاهی

### بازیکن
از باشگاه‌هایی که در آن بازی کرده‌است می‌توان به باشگاه فوتبال زیمبرو کیشیناو و باشگاه فوتبال کپه‌داغ عشق‌آباد اشاره کرد.

### مربی
از باشگاه و تیم‌های ملی که در آن مربی‌کری کرده‌است می‌توان به باشگاه فوتبال زاریا بالتی، باشگاه فوتبال زیمبرو کیشیناو، تیم ملی فوتبال مولداوی، باشگاه فوتبال شریف تیراسپول، باشگاه فوتبال روبین کازان، باشگاه فوتبال روستوف، باشگاه فوتبال روبین کازان و باشگاه فوتبال غیرت اشاره کرد.

## زندگی‌نامه
وی در ۲۰ فوریهٔ ۱۹۵۳ در به دنیا آمد و در سال ۱۹۷۴ از دانشگاه دولتی ترکمن فارغ‌التحصیل گشت. . وی در کلاگن‌فورت، اتریش زندگی می‌کند و حق‌شهروندی این کشور را نیز دارد.